# レ・タン・モデルヌ
『レ・タン・モデルヌ』（仏: Les Temps modernes、「現代」の意）は、フランスの哲学者・作家のジャン＝ポール・サルトルとシモーヌ・ド・ボーヴォワールによって創刊された政治、文学、哲学雑誌。

## 歴史

### 創刊
『レ・タン・モデルヌ』誌はサルトルとボーヴォワールにより、1945年10月に創刊された。創刊の辞には、「政治的社会的事件が起こるごとに、われわれの雑誌は一々の場合に応じて立場を明らかにする。政治的にそうするのではない。すなわちどの政党に仕えるのでもない。そうではなくて、目前の主張がよって立つところの人間観に従って意見を述べる」という「アンガージュマン（engagement）」思想が掲げられた。

### 創刊時の編集委員
創刊時の編集委員は以下のとおりである。
- ジャン＝ポール・サルトル
- レイモン・アロン
- シモーヌ・ド・ボーヴォワール
- ミシェル・レリス
- モーリス・メルロー＝ポンティ - 1953年、マルクス主義をめぐりサルトルと対立。『レ・タン・モデルヌ』誌と絶縁[5]。
- アルベール・オリヴィエ（フランス語版）
- ジャン・ポーラン

創刊号にはサルトル、アロン、メルロー＝ポンティのほか、詩人フランシス・ポンジュ、アメリカの作家リチャード・ライト、ジャック＝ローラン・ボストらが寄稿した。その後、サミュエル・ベケット、アルベルト・モラヴィア、カルロ・レーヴィ、ジェームズ・エイジー、ボリス・ヴィアン、レーモン・クノー、ジャン・ジュネ、ヴィオレット・ルデュック、ナタリー・サロートらの新しい作家、思想家、芸術家の作品が次々と掲載された。

### 2019年まで
1986年10月号以降2018年まで、ナチスの強制収容所を扱った記録映画『SHOAH ショア』（制作期間1974-85）の監督などで知られるクロード・ランズマンが編集長を務めた。1995年にランズマン編『レ・タン・モデルヌ50周年記念号』を刊行（1998年に緑風出版より邦訳刊行）。2000年6・7・8月号はサルトル没後20年特集号であった。
ランズマンは生前から『レ・タン・モデルヌ』誌の継続を願っていたが、彼が2018年7月5日に死去した後、2018年10-12月号のを最後に刊行されなくなり、2019年7月4日付『リベラシオン』紙（1973年にサルトルらによって創刊）に同誌編集部が終刊の意向を表明し、70年以上の歴史に幕を下ろすことになった。

### 出版社[1]
- 1945年10月 - 1948年12月：ガリマール出版社
- 1949年1月 - 1965年9月：ジュイヤール出版社（フランス語版）
- 1965年10月 - 1985年3月：プレス・ドージュールドュイ（Presses d'aujourd'hui）
- 1985年4月 - 2018年12月：ガリマール出版社